# Kantutjämning

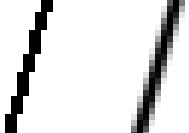
Kantutjämning på nära håll. Den högra linjen är kantutjämnad

Kantutjämning är en renderingsteknik som används inom bildbehandling för att ge sken av en högre upplösning än vad som egentligen används. Skärpan på linjer tunnas ut genom att variera färgerna i de närliggande pixlarna. Ofta kantutjämnas typsnittskonturer för minska skärpan i linjerna då de presenteras på bildskärmen.
Inom engelskan benämns termen anti-aliasing för att tekniken går ut på att ta bort vikningseffekten - aliasing på engelska.
Tekniken går ut på att kanterna på en polygon renderas med en färg som ligger mellan bakgrunden och polygonens egen färg.